# Жан Фавар
Жан Фавар (фр. Jean Favard) (28 серпня 1902, Пейра-ла-Ноньєр — 21 січня 1965, Ла-Тронш) — французький математик, у 1946 президент Французького математичного товариства.
Про його життя небагато відомо. Публікував свої роботи між 1925 та 1940, в основному французькою мовою. Його роботи мають великий вплив на сучасну математику. В період Другої світової війни був військовополоненим у Німеччині.